# Бетонобійний снаряд

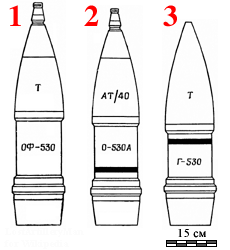
Бетонобійний снаряд (під номером 3) Г-530 до 152-мм гаубиці зразка 1943 року (Д-1)

Бетонобі́́йний снаря́д — артилерійський снаряд спеціального призначення, призначений для руйнування довготривалих споруд із залізобетону, міцних кам'яних і цегляних будинків. Може застосовуватися для стрільби прямим наведенням по броньованих цілях.

## Опис
Складається з корпусу, розривного заряду, вгвинтного дна, і детонатора. Монолітний корпус виготовляється з легованої сталі з наступною термообробкою, має стінки великої товщини, головну частину високої твердості.
Бетонобійні снаряд застосовується для стрільби з гармат калібру понад 150 мм. Поєднує ударну і фугасну дію. Ефективність стрільби бетонобійного снаряда залежить від кута зустрічі і швидкості снаряда в момент удару об бетон. При зустрічі із стінкою, що руйнується, під кутами від нормалі більше 30° бетонобійний снаряд рикошетує. Частота рикошетів зростає зі зменшенням в момент удару швидкості снаряда, а при швидкостях менше 300 м/с можливі рикошети при зустрічі під будь-якими кутами. Глибина проникнення 152-мм бетонобійного снаряда в залізобетон при зустрічі по нормалі — до 0,75 м, 203-мм до 1,25 м. В результаті удару, що сполучається з вибухом, утворюються вирви, тріщини, внутрішні обвали, відколи з внутрішньої поверхні стіни, деформуються і руйнуються споруди.
Так, 152-мм бетонобійно-фугасний снаряд 53-Г-530 до гаубиці М-10 зразка 1938 року під час стрільби вилітав з початковою швидкістю 457 м/с на першому заряді пробивав залізобетонну стінку, на відстані 1 км при влученні по нормалі (остаточна швидкість 398 м/с) на 80 см і розривався всередині неї, забезпечуючи пробиття 114 см залізобетону. Метод виготовлення бетонобійних снарядів для гаубиці М-10 впливав на їх бойові характеристики: снарядом 53-Г-530Ш можна було стріляти на повному (найпотужнішому) заряді, а снарядом 53-Г-530 — категорично заборонялося, щоб уникнути його розриву в каналі ствола артилерійської системи. Максимально дозволеним для 53-Г-530 зарядом був перший, відповідно, початкова швидкість і глибина занурення в бетон у нього були менше, ніж у 53-Г-530Ш.